# 2. Hallenhockey-Bundesliga 2019/20 (Herren)
Die Saison 2019/20 der 2. Hallenhockey-Bundesliga begann am 30. November 2019 und endete am 26. Januar 2020. Die vier Gruppensieger der 2. Bundesliga stiegen in die 1. Bundesliga auf: der DHC Hannover (Nord), Cöthener HC 02 (Ost), TG Frankenthal (Süd) und Schwarz-Weiß Neuss (West).

## Tabellen
Legende:

| (A) | Absteiger aus der 1. Bundesliga |
| (N) | Aufsteiger aus der Regionalliga |
|     | Aufsteiger in die 1. Bundesliga |
|     | Absteiger in die Regionalliga   |

| Platz | Club                   | Spiele | Tore  | Punkte |
| ----- | ---------------------- | ------ | ----- | ------ |
| 1.    | DHC Hannover           | 10     | 81:59 | 22     |
| 2.    | Rahlstedter HTC        | 10     | 64:44 | 22     |
| 3.    | Braunschweiger THC (N) | 10     | 78:64 | 15     |
| 4.    | TTK Sachsenwald        | 10     | 73:72 | 15     |
| 5.    | Klipper THC            | 10     | 56:65 | 10     |
| 6.    | TG Heimfeld (A)        | 10     | 50:98 | 3      |

| Platz | Club                        | Spiele | Tore  | Punkte |
| ----- | --------------------------- | ------ | ----- | ------ |
| 1.    | TG Frankenthal              | 10     | 64:33 | 21     |
| 2.    | HG Nürnberg                 | 10     | 77:70 | 21     |
| 3.    | TuS Obermenzing (N)         | 10     | 50:45 | 18     |
| 4.    | HTC Stuttgarter Kickers (A) | 10     | 58:54 | 15     |
| 5.    | Rüsselsheimer RK            | 10     | 43:56 | 9      |
| 6.    | Limburger HC                | 10     | 31:65 | 6      |

| Platz | Club                            | Spiele | Tore  | Punkte |
| ----- | ------------------------------- | ------ | ----- | ------ |
| 1.    | Cöthener HC 02                  | 10     | 75:58 | 23     |
| 2.    | SG Rotation Prenzlauer Berg (N) | 10     | 70:44 | 21     |
| 3.    | TSV Leuna                       | 10     | 67:74 | 16     |
| 4.    | Berliner SC (A)                 | 10     | 73:63 | 15     |
| 5.    | Spandauer HTC                   | 10     | 58:80 | 10     |
| 6.    | SV Motor Meerane                | 10     | 49:73 | 3      |

| Platz | Club                   | Spiele | Tore  | Punkte |
| ----- | ---------------------- | ------ | ----- | ------ |
| 1.    | Schwarz-Weiß Neuss (A) | 10     | 76:66 | 24     |
| 2.    | Oberhausener THC       | 10     | 53:63 | 18     |
| 3.    | Schwarz-Weiß Köln      | 10     | 62:49 | 16     |
| 4.    | Kahlenberger HTC       | 10     | 55:62 | 16     |
| 5.    | DSD Düsseldorf (N)     | 10     | 66:63 | 11     |
| 6.    | Bonner THV             | 10     | 50:59 | 3      |

Stand: 26. Januar 2020